# Monuments culturels du district de Bačka septentrionale
Cet article recense les monuments culturels du district de Bačka septentrionale en Serbie, dans la province autonome de Voïvodine.

## Liste
| ID      | Monument                                                              | Adresse                                                | Municipalité                       | Datation                               | Photo |
| ------- | --------------------------------------------------------------------- | ------------------------------------------------------ | ---------------------------------- | -------------------------------------- | ----- |
| SK 1035 | Synagogue de Subotica                                                 | Trg Jakaba i Komora 4 46° 06′ 05″ N, 19° 39′ 41″ E     | Subotica                           | 1901-1903                              |       |
| SK 1036 | Hôtel de ville de Subotica                                            | Trg Slobode 1 46° 06′ 00″ N, 19° 39′ 54″ E             | Subotica                           | 1908-1912                              |       |
| SK 1091 | Château Zako à Bajša                                                  | 45° 46′ 34″ N, 19° 35′ 01″ E                           | Bačka Topola (Bajša)               | 1818                                   |       |
| SK 1126 | Église Saint-Dimitri d'Aleksandrovo                                   | Beogradski put 46° 04′ 21″ N, 19° 40′ 47″ E            | Subotica (Aleksandrovo)            | 1818                                   |       |
| SK 1215 | Couvent franciscain de Subotica                                       | Trg cara Jovana Nenada 13 46° 06′ 05″ N, 19° 39′ 52″ E | Subotica                           | Milieu du XVIIIe siècle                |       |
| SK 1216 | Cathédrale Sainte-Thérèse-d'Avila de Subotica                         | Trg žrtava fašizma 19 46° 05′ 55″ N, 19° 39′ 33″ E     | Subotica                           | 1773-1797                              |       |
| SK 1217 | Chapelle Saint-Roch de Subotica                                       | Matka Vukovića bb                                      | Subotica                           | 1738                                   |       |
| SK 1218 | Palais Raichle à Subotica                                             | 46° 06′ 05″ N, 19° 40′ 08″ E                           | Subotica                           | 1904                                   |       |
| SK 1219 | Bâtiment de la Bibliothèque municipale de Subotica                    | Cara Dušana 2 46° 05′ 58″ N, 19° 40′ 00″ E             | Subotica                           | 1895-1896                              |       |
| SK 1220 | Bâtiment du Théâtre national de Subotica                              | Ive Vojnovića 2 46° 06′ 00″ N, 19° 39′ 58″ E           | Subotica                           | 1854                                   |       |
| SK 1221 | Trošarina à Subotica                                                  | JNA bb                                                 | Subotica                           | 1890                                   |       |
| SK 1223 | Palais Manojlović à Subotica                                          | Korzo 8 46° 06′ 02″ N, 19° 40′ 05″ E                   | Subotica                           | 1881                                   |       |
| SK 1224 | Maison familiale de Đorđe Manojlović                                  | Korzo 12 46° 06′ 03″ N, 19° 40′ 09″ E                  | Subotica                           | 1881                                   |       |
| SK 1225 | Palais Ostojić à Subotica                                             | Trg republike 46 46° 06′ 02″ N, 19° 39′ 49″ E          | Subotica                           | 1848                                   |       |
| SK 1226 | Maison jaune à Subotica                                               | Štrosmajerova 11 46° 05′ 53″ N, 19° 39′ 56″ E          | Subotica                           | 1860-1883                              |       |
| SK 1227 | Tombe de Ferenc Gaál                                                  | Bajsko groblje                                         | Subotica                           | 1906                                   |       |
| SK 1228 | Tombe d'István Iványi                                                 | Bajsko groblje                                         | Subotica                           | Première moitié du XXe siècle          |       |
| SK 1239 | Église de l'Assomption de Bajša                                       | 45° 46′ 36″ N, 19° 35′ 06″ E                           | Bačka Topola (Bajša)               | 1760-1770                              |       |
| SK 1240 | Église Saint-Dimitri de Bajša                                         | 45° 46′ 36″ N, 19° 35′ 06″ E                           | Bačka Topola (Bajša)               | 1818                                   |       |
| SK 1455 | Maison rurale à Bačka Topola                                          |                                                        | Bačka Topola                       | 1843                                   |       |
| SK 1533 | Oratoires de l'Assomption d'Aleksandrovo                              |                                                        | Subotica (quartier d'Aleksandrovo) | 1895 ; 1900                            |       |
| SK 1534 | Gare de Palić                                                         | 46° 06′ 12″ N, 19° 45′ 39″ E                           | Subotica (Palić)                   | 1887                                   |       |
| SK 1535 | Grande terrasse à Palić                                               | 46° 05′ 54″ N, 19° 45′ 31″ E                           | Subotica (Palić)                   | 1909-1912                              |       |
| SK 1536 | Kiosque à musique à Palić                                             | 46° 05′ 54″ N, 19° 45′ 31″ E                           | Subotica (Palić)                   | 1910                                   |       |
| SK 1537 | Château d'eau à Palić                                                 |                                                        | Subotica (Palić)                   | 1910                                   |       |
| SK 1538 | Fontaine commémorative à Palić                                        |                                                        | Subotica (Palić)                   | 1912                                   |       |
| SK 1539 | Chapelle Ostojić à Subotica                                           |                                                        | Subotica                           | 1879-1881                              |       |
| SK 1540 | Maison Krnajski à Kelebija                                            |                                                        | Subotica (Kelebija)                | XIXe siècle                            |       |
| SK 1541 | Villa Conen à Palić                                                   |                                                        | Subotica (Palić)                   | 1900                                   |       |
| SK 1782 | Treize puits situés rue Ištvana Kizura à Kelebija                     | Ištvana Kizura                                         | Subotica (Kelebija)                | Avant 1788                             |       |
| SK 1783 | Bâtiment situé 2 Trg Republike à Subotica                             | Trg Republike 2 46° 06′ 02″ N, 19° 39′ 54″ E           | Subotica                           | 1912                                   |       |
| SK 1784 | Palais Vojnić à Subotica                                              | Korzo 1 46° 06′ 02″ N, 19° 39′ 59″ E                   | Subotica                           | Fin du XIXe siècle                     |       |
| SK 1785 | Hôtel d'Adolf Halbrohr à Subotica                                     | Korzo 10 46° 06′ 02″ N, 19° 40′ 06″ E                  | Subotica                           | Début du XXe siècle                    |       |
| SK 1786 | Maison Dominus à Subotica                                             | Korzo 11 46° 06′ 02″ N, 19° 40′ 05″ E                  | Subotica                           | Fin du XIXe siècle                     |       |
| SK 1787 | Palais Prokeš à Subotica                                              | Korzo 15 46° 06′ 03″ N, 19° 40′ 08″ E                  | Subotica                           | 1877                                   |       |
| SK 1788 | Bâtiment de l'Agneau d'or à Subotica                                  | Korzo 3 46° 06′ 02″ N, 19° 40′ 00″ E                   | Subotica                           | 1857                                   |       |
| SK 1789 | Bâtiment de la banque Putnik à Subotica                               | Korzo 4 46° 06′ 02″ N, 19° 40′ 02″ E                   | Subotica                           | 1908                                   |       |
| SK 1790 | Bâtiment de la banque S.D.K. à Subotica                               | Korzo 5 46° 06′ 02″ N, 19° 40′ 00″ E                   | Subotica                           | Fin du XIXe siècle                     |       |
| SK 1791 | Maison Dimitrijević à Subotica                                        | Korzo 6 46° 06′ 02″ N, 19° 40′ 04″ E                   | Subotica                           | 1881                                   |       |
| SK 1792 | Bâtiment Blizanci à Subotica                                          | Korzo 7 46° 06′ 02″ N, 19° 40′ 02″ E                   | Subotica                           | 1912                                   |       |
| SK 1793 | Maison Halbrohr à Subotica                                            | Korzo 9 46° 06′ 02″ N, 19° 40′ 04″ E                   | Subotica                           | 1897                                   |       |
| SK 1794 | Bâtiment situé 74 rue Braće Radića à Subotica                         | Braće Radića 74 46° 05′ 37″ N, 19° 40′ 12″ E           | Subotica                           | 1902                                   |       |
| SK 1795 | Maison située 2 rue Branislava Nušića à Subotica                      | Branislava Nušića 2 46° 06′ 00″ N, 19° 40′ 05″ E       | Subotica                           | 1913                                   |       |
| SK 1798 | Bâtiment situé 2 rue Frankopanska à Subotica                          | Frankopanska 2                                         | Subotica                           | 1892                                   |       |
| SK 1799 | Bâtiment du lycée Svetozar Marković de Subotica                       | Šandor Petefi 1 46° 06′ 02″ N, 19° 39′ 37″ E           | Subotica                           | 1895                                   |       |
| SK 1800 | Bâtiment de l'école 18. novembar à Subotica                           | Maksima Gorkog 38 46° 05′ 47″ N, 19° 39′ 42″ E         | Subotica                           | 1910-1912                              |       |
| SK 1801 | Gare de Naumovićevo                                                   |                                                        | Subotica (Naumovićevo)             | Vers 1910                              |       |
| SK 1804 | Bâtiment de l'école Lazar Nešić à Subotica                            | Maksima Gorkog 53 46° 05′ 44″ N, 19° 39′ 42″ E         | Subotica                           | 1893-1898                              |       |
| SK 1805 | Bâtiment de la Communauté juive à Subotica                            | Dimitrija Tucovića 13 46° 06′ 06″ N, 19° 39′ 44″ E     | Subotica                           | 1900-1904                              |       |
| SK 1806 | Cimetière juif de Subotica                                            | Majevička bb 46° 06′ 28″ N, 19° 38′ 21″ E              | Subotica                           | Milieu du XIXe siècle                  |       |
| SK 1807 | Intérieur des locaux Papilon à Subotica                               | Dimitrija Tucovića 11 46° 06′ 06″ N, 19° 39′ 45″ E     | Subotica                           |                                        |       |
| SK 1809 | Chapelle Milinović à Subotica                                         | Grabovačka bb                                          | Subotica                           | 1898                                   |       |
| SK 1810 | Chapelle dans le cimetière catholique de Pačir                        |                                                        | Bačka Topola (Pačir)               | 1868                                   |       |
| SK 1812 | Chapelle Radić à Subotica                                             | Grabovačka bb 46° 06′ 40″ N, 19° 39′ 21″ E             | Subotica                           | 1868                                   |       |
| SK 1816 | Chapelles dans le Bajsko groblje à Subotica                           | Bajsko groblje                                         | Subotica                           | 1879-1913                              |       |
| SK 1817 | Château de Pál Kray                                                   | Maršala Tita 60 45° 48′ 57″ N, 19° 37′ 46″ E           | Bačka Topola                       | 1806                                   |       |
| SK 1818 | Atelier de charron et de forgeron à Bačka Topola                      | Omladinska 31 45° 49′ 07″ N, 19° 38′ 05″ E             | Bačka Topola                       | Dernier quart du XIXe siècle           |       |
| SK 1819 | Palais Leović à Subotica                                              | Park Rajhl 11 46° 06′ 01″ N, 19° 40′ 15″ E             | Subotica                           | 1893                                   |       |
| SK 1820 | Bâtiment situé 13 Park Rajhl à Subotica                               | Park Rajhl 13 46° 06′ 04″ N, 19° 40′ 13″ E             | Subotica                           | 1898                                   |       |
| SK 1821 | Palais du maire Lazar Mamužić à Subotica                              | Park Rajhl 7 46° 06′ 04″ N, 19° 40′ 13″ E              | Subotica                           | 1891-1892                              |       |
| SK 1823 | Église réformée hongroise de Stara Moravica                           | 45° 52′ 11″ N, 19° 27′ 57″ E                           | Bačka Topola (Stara Moravica)      | 1822                                   |       |
| SK 1825 | Bâtiment situé 21 rue Maksima Gorkog à Subotica                       | Maksima Gorkog 21 46° 05′ 53″ N, 19° 39′ 59″ E         | Subotica                           | 1882                                   |       |
| SK 1826 | Bâtiment de la Galerie Vinko Perčić                                   | Maksima Gorkog 22 46° 05′ 51″ N, 19° 39′ 53″ E         | Subotica                           | 1894                                   |       |
| SK 1829 | Moulin Smolenski à Subotica                                           | Ivana Milutinovića 120 46° 05′ 00″ N, 19° 40′ 23″ E    | Subotica                           | 1889-1906                              |       |
| SK 1831 | Maison de Luka Sučić à Subotica                                       | Tgr cara Jovana Nenada 11 46° 06′ 06″ N, 19° 39′ 55″ E | Subotica                           | Première moitié du XVIIIe siècle       |       |
| SK 1832 | Bâtiment de l'école de mécanique et de génie électrique à Subotica    |                                                        | Subotica                           | 1912-1913                              |       |
| SK 1835 | Église réformée de Pačir                                              | Maršala Tita 6 45° 53′ 53″ N, 19° 26′ 21″ E            | Bačka Topola (Pačir)               | 1833-1835                              |       |
| SK 1836 | Maison natale d'Aksentije Marodić                                     | Vatroslava Lisinskog 6 46° 06′ 21″ N, 19° 40′ 04″ E    | Subotica                           | XIXe siècle                            |       |
| SK 1839 | Salaš à Verušić                                                       | Verušić 77                                             | Subotica                           | 1911                                   |       |
| SK 1840 | Salaš Orluškov                                                        | Donji Tavankut 168                                     | Subotica (Tavankut)                | Vers 1870                              |       |
| SK 1841 | Salaš à Nosa                                                          | Nosa 667                                               | Subotica (Hajdukovo)               | Début du XXe siècle                    |       |
| SK 1842 | Statue de la Sainte-Trinité à Bajmok                                  | Trg Maršala Tita 45° 58′ 01″ N, 19° 25′ 27″ E          | Subotica (Bajmok)                  | 1878                                   |       |
| SK 1846 | Église de l'Ascension de Subotica                                     | Matije Korvina 23 46° 06′ 13″ N, 19° 39′ 58″ E         | Subotica                           | 1723-1726                              |       |
| SK 1847 | Bâtiment situé 8 Trg republike à Subotica                             | Trg republike 8 46° 06′ 00″ N, 19° 39′ 49″ E           | Subotica                           | XIXe siècle                            |       |
| SK 1848 | Étable à Bačko Dušanovo                                               |                                                        | Subotica (Bačko Dušanovo)          | Fin du XIXe siècle-début du XXe siècle |       |
| SK 1849 | Bâtiment situé 8 rue Štrosmajerova à Subotica                         | Štrosmajerova 8 46° 05′ 56″ N, 19° 39′ 51″ E           | Subotica                           | 1827                                   |       |
| SK 1850 | Bâtiment situé 7 Trg cara Jovana Nenada à Subotica                    | Trg cara Jovana Nenada 7 46° 06′ 03″ N, 19° 39′ 51″ E  | Subotica                           | Vers 1870                              |       |
| SK 1851 | Bâtiment situé 9 Trg cara Jovana Nenada à Subotica                    | Trg cara Jovana Nenada 9 46° 06′ 04″ N, 19° 39′ 52″ E  | Subotica                           | Années 1890                            |       |
| SK 1852 | Maison Lončarević à Subotica                                          | Trg Republike 10 46° 06′ 07″ N, 19° 39′ 58″ E          | Subotica                           | Fin du XVIIIe siècle ; 1917            |       |
| SK 2081 | Maison située 3 Trg Sinagoge à Subotica (Musée municipal de Subotica) | Trg Sinagoge 3 46° 06′ 06″ N, 19° 39′ 40″ E            | Subotica                           | 1906                                   |       |
| SK 2082 | Église de l'Assomption de Bikovo                                      |                                                        | Subotica (Bikovo)                  | 1921-1936                              |       |